# Ekeby kyrka, Närke

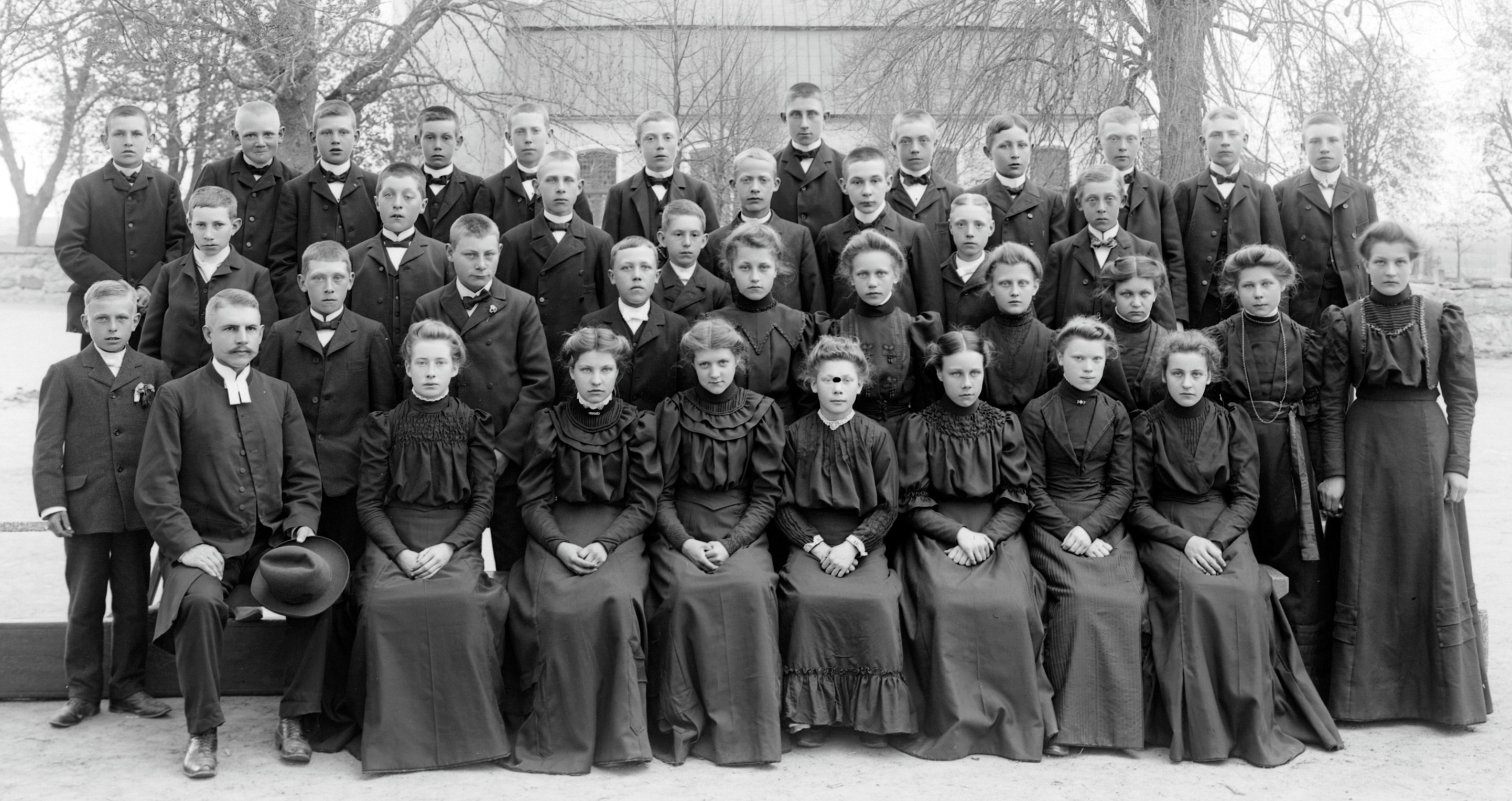
Konfirmander vid Ekeby Kyrka, 1907.

Ekeby kyrka är en kyrkobyggnad i Ekeby i Kumla kommun. Den hör till Ekeby församling i Strängnäs stift. På en ås norr om kyrkan ligger ett gravfält från järnåldern. Åsen genombryts av gamla landsvägen mot Örebro. På kyrkans västra sida möttes tidigare två betydelsefulla vägar: den gamla vägen från Kumla och den gamla landsvägen från Örebro. Vägarnas funktion är idag delvis ersatta av riksväg 51 och Riksväg 52. De äldre vägarna finns ännu kvar, mindre trafikerade. 

## Kyrkobyggnaden
En stenkyrka uppfördes i Ekeby under 1100-talet eller 1200-talet och ersattes av nuvarande kyrka som uppfördes 1769–1774 i gustaviansk stil. Av den medeltida kyrkan behölls murpartier i långhusets södra och östra murar. I sin nuvarande form består kyrkan av ett rektangulärt långhus med rakt avslutat kor i öster och ett smalare torn i väster. Bakom koret finns en tresidig sakristia med ett eget lägre tak. Långhuset täcks av ett valmat mansardtak medan sakristian täcks av ett valmat sadeltak.

## Inventarier
- Kyrkans äldsta inventarium är en dopfunt i romansk stil som tidigare hörde till gamla kyrkan. Eftersom det finns ett tapphål i cuppan har funten daterats till 1100-talet.
- Altartavlan är målad av Pehr Hörberg år 1793 och har motivet: Jesus välsignar barnen.
- Nuvarande predikstol skänktes till kyrkan år 1831.
- Till kyrkan hör också ett altarskåp från år 1500, vilket dock förvaras på Örebro läns museum.
- Storklockan är från 1526.

### Orgel
- 1846 bygger Pehr Zacharias Strand, Stockholm en orgel. Den fullbordas efter hans död av Anders Vilhelm Lindgren och Johan Blomqvist, Stockholm och har då 8 stämmor.
- Den nuvarande orgeln är byggd 1916 av E. A. Setterquist & Son, Örebro. Orgeln är pneumatisk. Den har tre fria kombination, en fast kombinationer och registersvällare. Fasaden är från 1846 års orgel.
- 1948 renoverades orgeln och omdisponerades av E. A. Setterquist & Son Eftr., Örebro. Den renoverades senast 1995.

| Huvudverk I         | Svällverk II      | Pedal      | Koppel    |
| Borduna 16´         | Rörflöjt 8´       | Subbas 16´ | I/P       |
| Principal 8´        | Salicional 8´     |            | II/P      |
| Flûte harmonique 8´ | Principal 4´      |            | II/I      |
| Oktava 4´           | Gemshorn 4'       |            | I 4'/I    |
| Mixtur 3 chor       | Svegel 2'         |            | II 16'/II |
| Trumpet 8'          | Crescendosvällare |            |           |

#### Kororgel
Kororgeln med 8 stämmor är byggd 1969 av Grönlunds Orgelbyggeri AB, Gammelstad. Orgeln är mekanisk.
| Manual            | Pedal      | Koppel   |  |
| Gedackt 8’ B/D    | Subbas 16’ | Man/Ped. |  |
| Principal 4’ B/D  | Gedackt 8’ |          |  |
| Rörflöjt 4' B/D   |            |          |  |
| Waldflöjt 2' B/D  |            |          |  |
| Cymbel 2 chor B/D |            |          |  |
| Dulcian 8' B/D    |            |          |  |